# Бистони
Бисто̀ни (Bistones) е името на тракийско племе, населявало земите по долното течение на р. Нестос (дн. Места) около Бистонското езеро (Бистонида/Вистонида или Буругьол), района на селището Порто Лагос (Караагач), пристанище на гръцкото беломорско крайбрежие. Споменати са от Херодот в разказа му за похода на Ксеркс I през Втората Гръко-персийска война.
Епоним на племето е Бистон. Според Аполоний Родоски легендарният музикант Орфей е „владетел на Бистонска Пиерия - обиталище на музите“. Страбон споменава владетеля на бистоните Диомед, който - според Еврипид - е вождът, чиито месоядни коне (приучени към това от самия цар) взима Херакъл при осмия си подвиг.
В периода на елинската колонизация в земите на бистоните са основани колониите Абдера (наречена в памет на Абдер - приятел на Херакъл, убит от конете), Дикея и Стриме.